# منظمة
المنظمة هي كيان «مثل شركة أو مؤسسة أو جمعية» تضم شخصًا واحدًا أو أكثر ولها غرض معين ويمكن تعريفها أيضًا بمجموعة من الأفراد لهم هدف معين، يستخدمون طريقا أو أكثر للوصول اليه.

## الأنواع
هناك مجموعة متنوعة من أنواع المنظمات، بما في ذلك الشركات والحكومات والمنظمات غير الحكومية والمنظمات السياسية والمنظمات الدولية والقوات المسلحة والجمعيات الخيرية والشركات غير الهادفة للربح والشراكات والتعاونيات والمؤسسات التعليمية، وما إلى ذلك.
المنظمة الهجينة هي هيئة تعمل في كل من القطاعين العام والخاص في وقت واحد، وتؤدي الواجبات العامة وتطور أنشطة السوق التجارية.
المنظمة هي شخصية اعتبارية لها كيانها المستقل عن الأفراد المكونين لها .. وتدار بواسطة مجلس إدارة منتخب بواسطة الجمعية العامة للأعضاء..
وتنقسم المنظمات إلى نوعين حكومية وغير حكومية بالنظر إلى الأعضاء المكونين للمنظمة.
المنظمات غير الحكومية وإدارة شؤون الإعلام: "نقول العبارة الافتتاحية من ميثاق الأمم المتحدة: 'نحن شعوب الأمم المتحدة '، في أوضح بيان ممكن عن أن الأمم المتحدة لا تخص الدول وحدها، وإنها جزء من التراث المشترك للبشرية جمعاء. إنها تخص كل إنسان منا، وهي لكل واحد منا مؤسسة فريدة وآلية تربط بيننا جميعا في جهودنا من أجل بناء عالم أفضل. إنها تعبير عن إيمان الإنسان وثقته في المستقبل.
إننا نعيش في حقبة لم تعد فيها الدول تسيطر وحدها على الشؤون الدولية. فثمة جهات أخرى تشاركها في ذلك، المنظمات غير الحكومية والبرلمانات الوطنية والشركات الخاصة ووسائل الإعلام والجامعات والمثقفون والفنانون وكل امرأة ورجل يعد نفسه أو تعتبر نفسها جزءا من الأسرة البشرية العظمى" ما هي المنظمات غير الحكومية؟ المنظمات غير الحكومية مجموعات تطوعية لا تستهدف الربح ينظمها مواطنون على أساس محلي أو قطري أو دولي. ويتمحور عملها حول مهام معينة ويقودها أشخاص ذوو اهتمامات مشتركة، وهي تؤدي طائفة متنوعة من الخدمات والوظائف الإنسانية، وتطلع الحكومات على شواغل المواطنين، وترصد السياسات وتشجع المشاركة السياسية على المستوى المجتمعي. وهي توفر التحليلات والخبرات وتعمل بمثابة آليات للإنذار المبكر، فضلا عن مساعدتها في رصد وتنفيذ الاتفاقات الدولية. ويتمحور عمل بعض هذه المنظمات حول مسائل محددة من قبيل حقوق الإنسان أو البيئة أو الصحة. وتختلف علاقاتها بالمكاتب والوكالات التابعة لمنظومة الأمم المتحدة باختلاف أهدافها ومكانها وولايتها. وثمة ما يربو على 500 1 منظمة غير حكومية ذات برامج إعلامية متينة متعلقة بالقضايا التي تهم الأمم المتحدة، ترتبط بإدارة شؤون الإعلام، مما يتيح للأمم المتحدة إقامة صلات قيَّمة بالجمهور عموما حول العالم. وتساعد إدارة شؤون الإعلام هذه المنظمات في حيازة ونشر معلومات تتعلق بطائفة من المسائل التي تشارك الأمم المتحدة في معالجتها، بغية تمكين الجمهور من استيعاب أهداف ومقاصد المنظمة العالمية بصورة أفضل.